# Papiamenta savonet
Papiamenta savonet är en spindelart som beskrevs av Huber 2000. Papiamenta savonet ingår i släktet Papiamenta och familjen dallerspindlar.
Artens utbredningsområde är Curaçao. Inga underarter finns listade i Catalogue of Life.